# The Mothers of Invention
The Mothers of Invention (také známí jako The Mothers) byla americká rocková skupina z Kalifornie. Založena byla v roce 1964 a její tvorba je charakteristická zvukovými experimenty, inovativním výtvarným pojetím alb a složitými živými vystoupeními. Původně šlo o R&B skupinu jménem Soul Giants, jejíž první sestavu tvořili Ray Collins, David Coronado, Ray Hunt, Roy Estrada a Jimmy Carl Black. Když mezi Collinsem a Huntem došlo k hádce, která vyústila ve vyhazov druhého jmenovaného, byl Frank Zappa požádán, aby převzal roli kytaristy. Zappa trval na tom, aby hráli jeho vlastní skladby – rozhodnutí, kvůli kterému Coronado odešel, protože s tím nesouhlasil. Na Den matek v roce 1965 si kapela změnila jméno na The Mothers. Vydavatelé ale požadovali další úpravu názvu, a tak – jak Zappa později řekl, „z nutnosti“ – vzniklo jméno The Mothers of Invention, odkazující na přísloví „Nedostatek je matkou vynálezu“ (Necessity is the mother of invention).
Po počátečních problémech zaznamenali Mothers značný komerční úspěch. Skupina se nejprve proslavila hraním na undergroundové scéně v Kalifornii koncem 60. let. Pod vedením Zappy podepsali smlouvu s jazzovým vydavatelstvím Verve Records, které se v té době snažilo rozšířit své žánrové spektrum. Verve vydalo debutové dvojalbum Freak Out! v roce 1966 nahrané sestavou Zappa, Collins, Black, Estrada a Elliot Ingber. Během původního působení skupiny se její neustále se měnící sestavou prošli i Don Preston, Bunk Gardner, Billy Mundi, Jim Fielder, Ian Underwood, Jim "Motorhead" Sherwood, Art Tripp, Buzz Gardner a Lowell George. The Mothers vydali řadu kritikou vysoce ceněných alb, včetně Absolutely Free, We're Only in It for the Money a Uncle Meat, než Zappa v roce 1969 kapelu rozpustil.
V roce 1970 založil Zappa novou verzi Mothers v níž hráli Ian Underwood, Jeff Simmons, George Duke, Aynsley Dunbar a zpěváci Mark Volman a Howard Kaylan (dříve členové The Turtles, ale kvůli smluvním důvodům zde uváděni jako Phlorescent Leech & Eddie neboli Flo & Eddie). Simmonse později nahradil další bývalý člen Turtles, baskytarista Jim Pons. Tato druhá inkarnace skupiny fungovala až do prosince 1971, kdy byl Zappa vážně zraněn, div nezabit, během koncertu v Londýně, když ho jeden z fanoušků shodil z pódia.
Během rekonvalescence se Zappa zaměřil na bigbandovou a orchestrální hudbu a v roce 1973 založil poslední sestavu Mothers, kterou tvořili Ian Underwood, George Duke, Ralph Humphrey, Sal Marquez, Bruce Fowler, Tom Fowler a Ruth Underwood. Ještě téhož roku se ke kapele připojili Napoleon Murphy Brock a Chester Thompson. Poslední nearchivní album vydané pod názvem Mothers (of Invention), Bongo Fury (1975), obsahovalo i hostujícího Captain Beefhearta a také kytaristu Dennyho Walleyho a bubeníka Terryho Bozzia, kteří se Zappou nadále spolupracovali i po ukončení činnosti Mothers.

## Diskografie

### The Mothers of Invention (1964–1969)
- Freak Out! (1966)
- Absolutely Free (1967)
- We're Only in It for the Money (1968)
- Cruising with Ruben & the Jets (1968)
- Uncle Meat (1969)
- Burnt Weeny Sandwich (1970)
- Weasels Ripped My Flesh (1970)
- The Grandmothers (1980), bez Franka Zappy
- You Can't Do That on Stage Anymore Vol. 5 (1992, nahráno 1966–69)
- Ahead of Their Time (1993, nahráno 1968)
- Joe's Corsage (2004, nahráno 1964–65)
- Road Tapes, Venue #1 (2012, nahráno 1968)

### The Mothers (1970–1971)
- Fillmore East - June 1971 (1971)
- 200 Motels (1971)
- Just Another Band from L.A. (1972)
- The Grand Wazoo (1972)
- Playground Psychotics (1992, nahráno 1970–71)
- Carnegie Hall (2011, nahráno 1971)

### Frank Zappa and the Mothers of Invention (1973–1975)
- Over-Nite Sensation (1973)
- Roxy & Elsewhere (1974)
- One Size Fits All (1975)
- Bongo Fury (1975)
- You Can't Do That on Stage Anymore, Vol. 2 - The Helsinki Concert (1988, nahráno 1974)
- Roxy by Proxy (2014, nahráno 1973)